# Стеарат натрію
Стеара́т на́трію (англ. sodium stearate) — натрієва сіль стеаринової кислоти. Він є основним компонентом деяких видів мила, особливо з тваринного жиру. Входить до складу багатьох видів твердих дезодорантів, гуми, латексних фарб, і чорнила. Він також є компонентом деяких харчових добавок і харчових ароматизаторів, використовується у фармацевтичній промисловості як поверхнево-активна речовина.
Біла тверда речовина, молекулярна формула C18H35NaO2.
Реакція отримання стеарату натрію в процесі омилення жирів (зі стеарину (тригліцериду стеаринової кислоти)):
(C17H35COO)3C3H5 + 3 NaOH → C3H5(OH)3 + 3 C17H35CO2Na
Очищений стеарат натрію може бути зроблено шляхом нейтралізації стеаринової кислоти з гідроксидом натрію.